# Gornje Luge
Gоrnje Luge (cirill betűkkel Горње Луге) egy falu Montenegróban, az Andrijevicai községben.

## Népesség
- 1948-ban 239 lakosa volt.
- 1953-ban 261 lakosa volt.
- 1961-ben 239 lakosa volt.
- 1971-ben 199 lakosa volt.
- 1981-ben 163 lakosa volt.
- 1991-ben 171 lakosa volt
- 2003-ban 150 lakosa volt, akik közül 102 szerb (68%), 39 montenegrói (26%), 1 jugoszláv, 1 ismeretlen.